# Crocidura turba
Crocidura turba là một loài động vật có vú trong họ Chuột chù, bộ Soricomorpha. Loài này được Dollman mô tả năm 1910.